# برجوك (غناباد)
برجوك (بالفارسية: برجوک) هي قرية تقع في قسم كاخك الريفي (مقاطعة غناباد) في إيران. يقدر عدد سكانها بـ 92 نسمة بحسب إحصاء 2016.